# Alliance du Kurdistan
L'Alliance de Kurdistan est une coalition de partis politiques kurdes d'Irak, défendant l'autonomie du Kurdistan irakien.

## Historique
La liste s'est présentée aux élections locales de 2009, et a largement gagné dans le scrutin des provinces à majorité kurde. Massoud Barzani, membre de la coalition, est président du gouvernement autonome kurde. Il dirige le Parti démocratique du Kurdistan, une des composantes de la coalition.
Durant les élections législatives de mars 2010, la liste a obtenu 14,6 % des voix au niveau national, environ 1,7 million de votes populaires et 43 sièges sur 325. La coalition est membre de la coalition au pouvoir, formée en novembre 2010.

## Composantes
La coalition est notamment composée des partis suivants (liste non exhaustive) :
- Parti démocratique du Kurdistan, dirigé par Jalal Talabani
- Union patriotique du Kurdistan, dirigé par Massoud Barzani
- Parti communiste du Kurdistan
- Mouvement islamique du Kurdistan
- Parti social-démocrate du Kurdistan